# Țalel Ginger
Țalel Ginger (de asemenea Tsalel Ginger, Țalek Gerșevici, Țadel Ghingher; în rusă Цалель Гингер; n.  ?) a fost un arhitect și inginer evreu basarabean, care și-a desfășurat o mare parte din activitate în Chișinău.

## Biografie
S-a născut într-o familie de supuși austro-ungari. Tatăl său, negustorul Iakov-Gerș Ginger (1829–1884), s-a angajat în activități comerciale la Iași în anii 1860, și a murit la 1 aprilie 1884 la Chișinău; mama sa a fost Ruhl Ginger. Familia avea șase fii și două fiice.
Țalel a studiat arhitectura la Viena. După absolvire, a locuit din nou la Chișinău, unde în 1890 s-a căsătorit și în 1899 s-a stabilit cu soția și cele două fiice într-un conac construit conform proiectului său pe strada Podolskaia, 54 (acum strada București, 60). Această casă a fost cumpărată de arhitect în 1897 și reconstruită după propriul său design. În 1904 conacul a fost achiziționat de negustorul Ițko Zonis, apoi, va fi vândut din nou și va aparține familiei Shapiro-Rosenfeld până la naționalizarea sovietică din 1940. Inițialele numelui lui Ginger („Ц.Г.”) precum și emblema acestuia pot fi observate și astăzi pe edificiul ridicat de acesta.
În 1893 a devenit un Membru al Societății Tehnice Imperiale din Basarabia. A fost autor al proiectelor pentru clădiri rezidențiale și de lucru în stil eclectic și academic, ulterior în stil Art Deco. El a adus o contribuție semnificativă la aspectul istoric al Chișinăului. În 1892, conform proiectului său, clădirea principală a Spitalului Evreiesc din Chișinău a fost reconstruită, iar la acest spital a fost construită o clădire pentru pacienții infecțioși (deschisă în 1898). În 1894, conform planului său, la Spitalul psihiatric din Costiujeni de lângă Chișinău a fost construit un pavilion pentru pacienții cronici. În 1898 pe str. Iakimovski (în prezent strada Habad Liubavici, 8) a fost construită clădirea casei de rugăciune evreiești a vitraliștilor (acum Sinagoga sticlarilor, inclusă în registrul monumentelor de arhitectură din Chișinău). A fost, de asemenea, autor al proiectelor clădirilor rezidențiale private situate astăzi pe străzile: Mitropolit Bănulescu-Bodoni, 1, strada Alexei Mateevici, 50, strada Nicolae Iorga, 1 și altele.
A fost director al consiliului de administrație al Uniunii de credit din oraș (1914). Ultimele proiecte din Chișinău datează din 1930.

## Proiecte
- 1892: Proiectul de reconstrucție a clădirii Spitalului Evreiesc din Chișinău și proiectul de construire a unei clădiri pentru pacienții infecțioși la același spital (acum Spitalul Clinic Municipal Nr. 4).
- 1894: Pavilion pentru bolnavii cronici la Spitalul de psihiatrie din Costiujeni, ținutul Chișinău.
- 1896-98: Sinagoga sticlarilor din str. Iakimovskii.
- 1897-1899: Conacul de pe strada Podolskaia, nr. 54 (acum casa familiei Shapiro-Rosenfeld).